# Elecciones generales de Tanzania de 2005
Las elecciones generales de Tanzania de 2005 contemplaron la renovación de 232 de los 324 escaños parlamentarios, a través de un sistema de elección mixto. Al mismo tiempo, se eligió Presidente de la República. Se llevaron a cabo el 14 de diciembre de 2005. También se escogió al Presidente de Zanzíbar, una elección de una región semi-autónoma, que también escoge su propia Cámara de Representantes.

## Sistema de gobierno

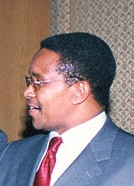
El actual presidente de Tanzania, Jakaya Mrisho Kikwete, electo por primera vez en 2005.

La jefatura de estado y de gobierno recaen en el Presidente de la República, asesorado por el Gabinete Ministerial que él mismo escoge para ser sus más cercanos colaboradores. Es elegido cada 5 años por voto popular y directo, en un proceso eleccionario donde el escogido debe superar le 50% de la votación, de lo contrario se asiste a una segunda vuelta o balotaje.
La Asamblea Nacional o Bunge, es el donde reside el poder legislativo. Son 232 miembros elegidos por voto directo de pluralidad en circunscripciones uninominales para un mandato de 5 años y 80 miembros se reservan para las mujeres, con un mandato de 5 años y 5 miembros se asignan a la Cámara de Representantes de Zanzíbar, con un mandato de igual duración.

## Antecedentes
A través de una enmienda constitucional se modificó el número de los escaños del Bunge, aumentando de 295 a 324 escaños, de los cuales 232 son elegidos democráticamente en estos comicios. Este proceso estaba programado originalmente para el 30 de octubre, pero se pospuso debido a la muerte de un candidato a Vicepresidente de la oposición. Sin embargo, las críticas de la oposición no se hicieron esperar. Consideraron inadecuado alargar el proceso de campaña, donde ningún candidato de ese sector tenía el apoyo financiero suficiente para alargar sus actividades en el territorio.

### Participación femenina
Si bien Tanzania tiene una cantidad de escaños parlamentarios asegurados para mujeres. En la fórmula presidencial es la primera vez que se presentaba una mujer como candidata. Anna Claudia Senkoro del PPT-Maendeleo es la primera mujer en llevar adelante una campaña presidencial en Tanzania. Otros candidatos llevaron mujeres como compañeras de lista en la fórmula como Vicepresidenta. 

### Situación de Zanzíbar
Las elecciones en Zanzíbar fueron acaloradas entre el CCM y el CUF. Desde 1995 que ambas colectividades luchaban fuertemente por el control político de las islas. Los observadores nacionales e internacionales encontraron faltas graves en el proceso realizado en el archipiélago y el CUF rechazó los resultados.
Ya en años anteriores la oposición había organizado manifestaciones en contra del poder que ejerce el partido oficialista en la zona y, a pesar de una nueva administración de la comisión electoral para el 2005, siguieron existiendo problemas, donde una de las preocupaciones era la exactitud del registro de votantes.

### Tema de la corrupción
A lo largo de la campaña electoral, tanto el partido gobernante como los partidos de la oposición, se comprometieron a aumentar el empleo y la lucha contra la corrupción. Esto a pesar de que de acuerdo al informe del Banco Mundial, Tanzania en los últimos años, ha logrado mejorar el control sobre la corrupción. Sin embargo, el país partió con un punto de referencia muy bajo, la calificación de Tanzania es igual al promedio de los países africanos del sur del Sahara, el que a su vez, es inferior al promedio de 2/3 de los países del mundo. Se destaca que el gobierno esté más dispuesto a abordar el problema de la corrupción a fin de mejorar la posición de Tanzania.

## Resultados electorales

### Presidenciales
|  | 80,28 % |

|  | 11,68 % |

|  | 5,88 % |

|  | 0,75 % |

|  | 0,49 % |

|  | 0,27 % |

|  | 0,19 % |

|  | 0,17 % |

|  | 0,15 % |

|  | 0,15 % |

|  | 95,7 % |

|  | 4,8 % |

|  | 100,0 % |

|  | 72,4 % |

### Asamblea Nacional
|  | 69,99 % |

|  | 14,224 % |

|  | 8,20 % |

|  | 2,83 % |

|  | 2,21 % |

|  | 1,44 % |

|  | 0,35 % |

|  | 0,19 % |

|  | 0,12 % |

|  | 0,11 % |

|  | 0,06 % |

|  | 0,06 % |

|  | 0,06 % |

|  | 0,05 % |

|  | 0,03 % |

|  | 0,02 % |

|  | 0,02 % |

|  | 0,01 % |

|  | 98,9 % |

|  | 1,1 % |

|  | 100,0 % |

|  | 66,74 % |

## Provincia de Zanzíbar
Es una región semi-autónoma de Tanzania, con gobierno propio y Cámara de Representantes separada de la cámara unicameral nacional. Es la única provincia del país que posee esos privilegios por estar constituida por un archipiélago que pertenecen a Tanzania.
Elige a su propio presidente quien es la cabeza de estado para los asuntos internos de la isla y es elegido por voto popular por espacio de 5 años. El poder legislativo local reside en la Cámara de Representantes, con 50 escaños elegidos por voto universal, elegidos cada 5 años, que general leyes especiales para las islas.

### Resultados electorales de Zanzíbar

#### Presidenciales
|  | 53,18 % |

|  | 46,07 % |

|  | 0,48 % |

|  | 0,11 % |

|  | 0,10 % |

|  | 0,07 % |

|  | 97,9 % |

|  | 2,1 % |

|  | 100,0 % |

|  | 90,8 % |

### Cámara de Representantes
|  | 52,02 % |

|  | 45,10 % |

|  | 2,88 % |

|  | 98,59 % |

|  | 1,41 % |

|  | 100,00 % |

|  | 87,75 % |